# Мала хидроелектрана Рашка
Мала хидроелектрана „Рашка” или Мала хидроелектрана „Сопоћани” се налази на истоименој реци код Новог Пазара. Повезана је на средњонапонску електродистрибутивну мрежу од 35 kV и годишње произведи од 17 до 20 милиона kWh. Електрана је деривационог типа и у целости подземна. Вода се захвата у подземнг језера на извору Рашке, помоћу бетонске гравитационе бране висине метар и по и дужине шест метара. Вода се до машинске хале допрема доводним тунелом дужине нешто више од четири километра, преко водостана и цеви под притиском. На излазу из одводног тунела постављена је водоводна цев, којом се Нови Пазар снабдева пијаћом водом. Машинска хала је такође подземна, у облику каверне. У хали се налазе два агрегата са по две вертикалне „Франсис” турбине и два трофазна синхрона генератора. Произвођачи су „Литострој” из Љубљане и „Раде Кончар” из Загреба. Агрегати су једнаких карактеристика од по 4.000 kVA. У машинску халу се улази кроз порталну
зграду, која истовремено служи и као портирница. Фасада зграде саграђена је од тесане седре, у складу са амбијентом стена и урбанистички усклађена са оближњим средњовековним споменицима културе. 

## Историја
Миладин Пећинар, инжењер грађевинарства, касније професор на Техничком факултету у Београду и академик је још 1932. године дошао на идеју о искоришћењу горњег тога реке Рашке у два степеника. Он је претходно учествовао у изградњу ХЕ „Санџак” и одлично је познавао терен. Међутим, до изградње хидроелектране није дошло.
Након Другог светског рата, априла 1947. године је покренут је Први петогодишњи план у Југославији, са циљем индустријализације и електрификације земље. Пећинар је предложио да се поново размотри могућност искоришћења реке Рашке. Идејни студију је припремило предузеће „Електросрбија”, а израда идејног плана је препуштена Хидробироу за искоришћење водних снага. Планска комисија Народне Републике Србије је одобрила пројекат 1948. године. Према том пројекту било је предвиђено да се цео горњи део тока Рашке искористи у једној степеници.
Градња електране је започела у другој половини 1948. године и радови су добро напредовали. Међутим, због политичких околности, након доношења Резолуције Информбироа 1948. године, када су социјалистичке земље, са Совјетским Савезом на челу, обуставиле сваку врсту економске помоћи Југославији, престала је и испорука свих уговорених генератора, турбина и друге опреме
за изградњу електрана. Министарство електропривреде је 1949. донело уредбу о једнообразности пројеката за хидроелектране за целу земљу, на основу које је било неопходно ускладити и идејни и главни пројекат. Изградња електране је заустављена и избрисана из плана инвестиција. Грађевинско предузеће је демонтирало своје бараке и преселило сав инвентар на друга градилишта.
У јануару 1950. Комитет за водопривреду је напавио још један идејни пројекат, који је одобрило Министарство електропривреде.
Током градње је коришћена помоћна хидроелектрана у стамбеној згради за чување улазне грађевине и за машинисту црпне станице расутих извора, према идеји инжењера Богољуба Урошевића, који од Генералне дирекције електропривреде Србије успео да обезбеди потребну електромашинску опрему за помоћну електрану.
Гавни пројектант у свим фазама је био инжењер Пајо Шулентић. Након одобрења се наставило са започетим радовима и градња је завршена јула 1953. године. То је била друга послератна хидроелектрана на подручју Санџака, након ХЕ Сељашница.